# Seznam predavateljev na Filozofski fakulteti v Ljubljani
Seznam predavateljev na Filozofski fakulteti v Ljubljani. (Opomba: vsebuje sedanje in nekdanje habilitirane predavatelje oddelkov oz. študijev, ki so sedaj matični na FF, pa tudi 7 naravoslovnih oddelkov oz. študijev do leta 1957, ko je prišlo do dokončne razdelitve med Filozofsko in Naravoslovno fakulteto oz. so bili kasneje priključeni drugim fakultetam; ni predavateljev obrambe-SLO in DS ter telovadbe/športne vzgoje, prav tako niso v celoti zajeti vsi lektorji jezikov).

## A
Sandi Abram | Milan Adamič | Miroslav Adlešič | Kozma Ahačič | Kornelija Ajlec | Melita Ambrožič | Milica Antić Gaber | Jana Arbeiter | Špela Arhar Holdt | Ivan Arnejc | Andreja Avsec

## B
Matjaž Babič | Vanda Babič | Ines Babnik | Katarina Babnik | Jasna Baebler | Henrik Baerent | Eva Bahovec | Barbara Bajd | Anton Bajec | Boštjan Bajec | Blaž Bajič | Ana Bajželj | Tatjana Balažic Bulc | Bojan Balkovec | Varja Balžalorsky Antić | Tatjana Balažic Bulc | Marinko Banjac | Štefan Barbarič | Matjaž Barbo | Tomaž Bartol | Kurt Bartsch | Alenka Bartulović | Bojan Baskar | Angelos Baš | Franjo Baš | Marjan Bat | Robin Bates | Marjana Baumgarten Briški | Janez Bečaj | Kasilda Bedenk | Katarina Bedina | Andrej Bekeš | Vitomir Belaj | Mojca Belak | Martin Benedik | Saša Benulič | Sonja Berce | Branko Berčič | Marija Bergamo | Milica Bergant | Martina Berič | France Bernik | Stane Bernik | France Bezlaj | Adolf Bibič | Maja Bitenc | Zvonko Bizjak | Aleksander Bjelčevič | Dana Blaganje | Jason Blake | Andrej Blatnik | Janez Bogataj | Katarina Bogunović | Marja Boršnik | Eva Boštjančič | Miran Božovič | Stojan Bračič | Rajka Bračun Sova | Fran Bradač | Rajko Bratož | Valter Braz | Kaja Katarina Brecelj | Danijela Brečko | Valentina Brečko Grubar | Tatjana Bregant | Klas Matija Brenk | Nina Breznikar | Alja Brglez | Slavko Brinovec | Marjan Britovšek | Vera Brnčić | Srečko Brodar | Dalibor Brozović | Bojan Brumen | Borut Brumen | Mihajlo Bubnov | Nikolaj Mihajlovič Bubnov | Valentin Bucik | Mihael Budja | Milan Bufon | Zoran Bujas | Lara Burazer | Lilijana Burcar | Václav Burian | Stanko Buser

## C
Mojca Cajnko | Izidor Cankar | Andrej Capuder | Alenka Cedilnik | Ana Cergol Paradiž | Borut Cerkovnik | Gašper Cerkovnik | Dejan Cigale | Jan Ciglenečki | Slavko Ciglenečki | Breda Cigoj-Leben | Alojz Cindrič | Fanny S. Copeland |  Luka Culiberg | Dragotin Cvetko | Varja Cvetko Orešnik | Igor Cvetko | Janez Cvirn

## Č
Robert Čampa | Ludvik Čarni | Neža Čebron Lipovec | Uršula Čebron Lipovec | Dragica Čeč | Danica Čerče | Andrej Černe | Majda Černič Istenič | Matej Černigoj | Pavel Češarek | Lucija Čok | Bojan Čop | Breda Čop | Dušan Čop | Rosana Čop | Vesna Čopič | Gregor Čremošnik | Matija Črešnar | Darko Čuden | Miran Čuk

## D
Roberto Dapit | Margaret Davis | Božidar Debenjak | Doris Debenjak | Jože Debevec | Bojan Dekleva | Marica Dekleva-Modic | Tinka Delakorda Kawashima | Jure Demšar | Katja Depolli Steiner | Aleksandra Derganc | Jože Derganc | Jure Dimec | Zlata Dimec | Ljudmil Dimitrov | Zvonimir Dintinjana | Nina Ditmajer Prando | Tamara Ditrich | Bojan Djurić | Simon Dobrišek | Metoda Dodič Fikfak | Mladen Dolar | Darko Dolinar | France Martin Dolinar | Zlata Dolinar-Osole | Marjana Dolšina Delač | Marjeta Domicelj | Fran Dominko | Marijan Dović | Srečo Dragoš | Kazimir Drašlar | Andreja Drašler | Janez Dular | Eugenio Dupré Theseider

## E
Kristina Egumenovska | Janez Erat | Aleš Erjavec

## F
Tomaž Faganel | Patrizia Farinelli | Urška Fekonja | Lars Felgner | Ina Ferbežar | Mitja Ferenc | Tone Ferenc | Jadran Ferluga | Majda Ficko | Goran Filipi | Breda Filo | Darja Fišer | Dušana Findeisen | Božidar Flajšman | Leonora Flis | Ignac Fock | Ignacija J. Fridl | Franc Friedl | Metka Furlan

## G
Mateja Gaber | Stane Gabrovec | Dušan Gabrovšek | Florence Gacoin Marks | Ivan Gams | Apolonija (Polona) Gantar | Kajetan Gantar | Andrej Gaspari | Evel Gasparini | Artur Gavazzi | Tine Germ | Ferdo Gestrin | Erik Gilk | Velemir Gjurin | Helga Glušič | Vesna V. Godina | Stanko Gogala | Marija Golden | Dietmar Goldschnigg | Boris Golec | Darja Golež | Nataša Golob | Tina Golob | Alenka Goričan | Vojko Gorjanc | Anton Gosar | Monika Govekar-Okoliš | Anton Grad | Martin Grad | Bogo Grafenauer | Drago Grah | Käthe Grah | Nina Grahek Križnar | Stane Granda | Igor Grdina | Janez Gregorač | Marta Gregorčič | Petra Gregorčič Mrvar | Matejka Grgič | Darja Grosman | Meta Grosman | Milan Grošelj | Nada Grošelj | Robert Grošelj | Ada Gruntar Jermol | Aleš Gulič? | Mita Gustinčič Pahor

## H
Peter Habič | Mateja Habinc | Jernej Habjan | Dušan Hadži | Jovan Hadži | Fabjan Hafner | Stanislav Hafner | Simon Hajdini | Bruno Hartman | Ljudmil Hauptmann | Vito Hazler | Cvetka Hedžet Tóth | Siegfried Heusinger | Paul van den Heuvel | Nataša Hirci | Miran Hladnik | Kristina Hmeljak Sangawa | Andreja Hočevar | Janez Höfler | Gert Hofmann | Lena Holmquist-Petrič | Petr Hora | Luka Horjak | Jasna Horvat | Ludvik Horvat | Milena Horvat | Štefan Horvatić | Sonja Ana Hoyer | Nataša Hrastnik| Angelika Hribar | Mirko Hribar | Tine Hribar | Valentina Hribar Sorčan | Jože Hudales | Niko Hudelja | Tereza Hussu

## I
Svetozar Ilešič | Gašper Ilc | Josip Ilc | Mojca Ilc Klun | Andreja Inkret | Aleksander Isačenko | Jelena Isak Kres | Janka Istenič | Saša Istenič Kotar | Barbara Ivančič Kutin | France Ivančič

## J
Vladislav Jagodic | Franc Jakopin | Primož Jakopin | Zorka Jakoš | Vlasta Jalušič | Nina Jamar | Anton Janko | Marija Javor Briški | Marija Javornik | Miha Javornik | Zoran Jelenc | Sabina Jelenc Krašovec | Alojz Jembrih | Sidonija Jeras | Elza Jereb | Frane Jerman | Sašo Jerše | Matjaž Jeršič | Fran Jesenko | Ana Ješe Perković | Božidar Jezernik | Katja Jeznik | Andraž Jež | Niko(laj) Jež | Dejan Jontes | Jurij Jug | Tjaša Jug | Klement Jug | Hermina Jug-Kranjec | Mirko Jurak | Janko Jurančič | Klementina Jurančič | Franco Juri | Igor Jurinčič | Mojca Juriševič | Primož Jurko | Mirko Juteršek | Blaga Juvan (r. Carevska) | Marko Juvan | Friderik Juvančič | Primož Južnič

## K
Valentin Kalan | Branka Kalenić Ramšak | Vatroslav Kalenić | Jan(ic)a Kalin | Ivan Kanič | Pavel Karlin | Monika Kartin | Jože Kastelic | Monika Kavalir | Jerneja Kavčič | Nataša Kavčič | Tina Kavčič | Polona Kelava | Jakob Kelemina | Jana Kenda | Roman Kenk | Taras Kermauner | Damjana Kern Andoljšek | Duša Kernel Umek | Marko Kerševan | Anton Keš-Stojan | Andreja (Grošelj) Kiauta | France Kidrič | Borut Klabjan | Josip Klemenc | Ivan Klemenčič | Marijan M. Klemenčič | Matej Klemenčič | Matjaž Klemenčič | Simona Klemenčič | Slavo Klemenčič | Vladimir Klemenčič | Stanko Klinar | Branko Klun | Matjaž Kmecl | Žiga Knap | Timotej Knific | Ljubo Knop | Darja Kobal Grum | Zdravko Kobe | Gregor Kocijan | Matic Kocijančič | Nike Kocijančič Pokorn | Tina Kogovšek | Jože Kokole | Metoda Kokole | Vladimir Kokole | Rudolf Kolarič | Vida Kološa | Nataša Komac | Smiljana Komar | Tatjana Komarova | Dean Komel | Milček Komelj | Dušan Kompare | Edvard Konrad | Ivan Konte | Marjana Kordaš | Meta Kordiš | Evald Koren | Alenka Koron | Josip Korošec | Josip Korošec ml. | Tomo Korošec | Viktor Korošec | Jože Koruza | Dušan Kos | Franc Kos | Janko Kos | Matevž Kos | Milko Kos | Peter Kos | Živa Kos | Iztok Kosem | Brigita Kosevski Puljić | Jernej Kosi | Marija Košak | Katja Košir |  Niko Košir | Janko Kotnik | Rudi Kotnik | Edvard Kovač | Marija Kovač Kozina | Miha Kovač | Mojca Kovač Šebart | Asja Nina Kovačev | Gorazd Kovačič | Irena Kovačič | Miha Kozorog | Boris Kožuh | Boža Krakar Vogel | Lado Kralj | Igor Kramberger | Petra Kramberger | Ana Krajnc | Andrej Kranjc | Simona Kranjc | Staša Krapež | Primož Krašovec | Aljoša Kravanja | Boštjan Kravanja | Bratko Kreft | Lev Kreft | Janez Krek | Simon Krek | Vekoslav Kremenšek |  Mojca Krevel | Marko Krevs | Uršula Krevs Birk | Doris Križaj (r. Kelemina) | Martina Križaj Ortar | Naško Križnar | Robi Kroflič | Gregor Kroupa | Domen Krvina | Erika Kržišnik | Roman Kuhar | Zmaga Kumer | Sonja Kump | Jelka Kunaver | Jurij Kunaver | Bojana Kunst | Helena Kuster Kopač | Simon Kušar | Ivan Kuščer

## L
Jean Lacroix | Klemen Lah | Meta Lah | Špela Lah | Kristina Lahl | Tanja Lamovec | Barbara Lampič | Primož Lampič | Maja Lavrač | Mateja Lavrič | Vladimir Leban | Stanko Leben | Lojze Lebič | Žan Lep | Darja Leskovar Mazi | Tamara Leskovar | Alfred Leskovec | Andrea Leskovec | Mojca Leskovec | Avgust Lešnik | Nives Ličen | David Limon | Albina Lipovec | Frančiška Lipovšek | Marijan Lipovšek | Cene Logar | Nataša Logar | Tine Logar | Borut Loparnik | Milan Lovenjak | Franc Lovrenčak | Janko Lozar Mrevlje | Rajko Ložar | Dušan Ludvik | Johann Georg Lughofer | Walter Lukan | Sarah Lunaček Brumen | Ivan Lunjak |  

## M
Alasdair Henderson Mackinnon | Amalija Maček | Tina Mahkota | Joža Mahnič | Katja Mahnič | Boris Majer | Jasna Makovec Černe | Danijela Makovec Radovan | Martina Malešič | Vincenc Malovrh | Bojana Maltarić | Damjan Mandelc | Oleg Mandić | Christina Manouilidou | Josip Mantuani | Ljubica Marjanović Umek | Barica Marentič Požarnik | Katarina Marinčič | Marko Marinčič | Irena Marinko | Ljubica Marjanović Umek | Jasmina Markič | Olga Markič | Janez Marolt | René Martel | Branko Marušić | Tatjana Marvin Derganc | Ivan Maselj | Robert Masten | Vanesa Matajc | Franci Matičič | Janez Matičič | Polona Matjan Štuhec | Igor Maver | Jasna Maver | Ernest Mayer | Jasna Mažgon | Jakob Medved | Zdenko Medveš | Mojca Medvešek | Anton Melik | Vasilij Melik | Lev Menaše | Luc Menaše | Mirjam Mencej | Tanja Merčun Kariž | Boris Merhar | Viljem Merhar | Darja Mertelj | France Mesesnel | Adriana Mezeg | Silva Mežnarić | Darja Mihelič | Stane Mihelič | Erika Mihevc Gabrovec | Nena Mijoč | Tjaša Miklič | Tamara Mikolič-Južnič | Borut Mikulec | Peter Mikša | Janez Mikuž | Metod Mikuž | Stane Mikuž | Mira Miladinović Zalaznik | Maja Milčinski | Milena Milojević Sheppard | Vera Mirt Levovnik | Nenad Miščević | Dušan Mlacović | Dimitrij Mlekuž | Janez Mlinar | Zdravko Mlinar | Jože Mlinarič | Josip Rastko Močnik | Gregor Moder | Vojeslav Mole | Bojan Moll | Anja Moric | Nagisa Moritoki Škof | Valter Motaln | David Movrin | Uroš Mozetič | Anja Mrak | Irena Mrak | Albert Mrgole | Ilija Mrmak | Blažka Müller | Janko Muršak | Rajko Muršič | Janek Musek | Ana Marija Muster | Branko Mušič

## N
Aleš Nagode | Rajko Nahtigal | Karel Natek | Milan Natek | Albina Nećak-Lük | Dušan Nećak | Bernard Nežmah | Mojca Nidorfer? | Boris A. Novak | Irena Novak Popov | Renata Novak Klemenčič | Sonja Novak Lukanović | Vilko Novak | Predrag Novaković | Silva Novljan | Črtomir Nučič

## O
Anton Ocvirk | Darko Ogrin | Matej Ogrin | Luka Omladič | Irena Orel | Silvana Orel Kos | Janez Orešnik | Martina Orožen | Franc Osole  | Vladimir Osolnik | Monika Osvald | Bożena Ostromęcka-Frączak | Borut Ošlaj | Karel Oštir | Božo Otorepec | Juan Carlos Oven | Jacqueline Oven | Karel Ozvald | Martina Ožbot Currie | Ana Ožura

## P
Mirko Pak | Vlasta Pacheiner | Jozef Pallay | Sandro Paolucci | Katerina Paternost | Boris Paternu | Darja Pavlič | Dušan Pavlič | Sonja Pečjak | Vid Pečjak | Marija Peklenik | Cirila Peklaj | Egon Pelikan | Josipina Perdan | Urška Perenič | Gregor Perko | Jurij Perovšek | Bogomir Peršič | Janez Peršič | Robert Peskar | Marija Petek | Nina Petek | Anton Peterlin | Marija Mojca Peternel | Zdravko Petkovšek | Jerneja Petrič | Marija Petrič | Lena Petrič-Holmquist | Mateja Petrovčič | Oto Petrovič | Peter Petru | Simona Petru | Svanibor Pettan | Mateja Pezdirc Bartol | Darja Piciga | Borut Pihler | Barbara Pihler Ciglič | Miha Pintarič | Josip Pipenbacher | Nataša Pirih Svetina | Dušan Pirjevec | Marta Pirnat-Greenberg | Agnes Pisanski Peterlin | Jelka Pirkovič | Jan Pisanski | Janez Planina | Josip Plemelj | Janko Pleterski | Dušan Plut | Leopoldina Plut Pregelj | Gregor Pobežin | Melita Počkar | Vesna Podgornik | Saša Podgoršek | Dan Podjed | Anja Podlesek | Blaž Podlesnik | Darka Podmenik | Jasna Podreka | Andej Pogačnik | Vladimir Pogačnik | Breda Pogorelec | Vida Pohar | Janja Polajnar Lenarčič | Marko Polič | Mirjana Polić Bobić | Gregor Pompe | Denis Poniž | Damijan Popič | Mirko Popovič | Irma Potočnik Slavič | Julija Potrč | Matjaž Potrč | Vesna Požgaj Hadži | Peter Praper | Katarina Katja Predovnik | Barbara Pregelj | Marjeta Prelesnik Drozg | Mirjam Premrl Podobnik | Mirjam Premrl | Juan Octavio Prenz | Nikolaj Preobraženski | Tone Pretnar | Igor Pribac | Ivan Prijatelj | Irena Prosenc Šegula | Janko Pučnik | Maruša Pušnik? 

## R
Manca Račič | Darko Radinja | Nikola Radojčić | Marko Radovan | Atilij Rakar | Ivan Rakovec | Fran Ramovš | Mirko Ramovš | Mojca Ramšak | Marjan Ravbar | Mojca Ravnik | Bruno Ravnikar | Dejan Rebernik | Donald Francis Reindl | Vanja Rejec | Branko Reisp | Vanja Rejec | Ana Renčelj | Luka Repanšek | Blaž Repe | Božo Repe | Jaka Repič | Grega Repovž | Metod Resman | Tatjana Resnik Planinc | Andreja Retelj | Oskar Reya | Lidija Rezoničnik | Jakob Rigler | Rado Riha | Andrej Rijavec | Nataša Rijavec Klobučar | Blaže Ristovski | Rudi Rizman | Alejandro Rodríguez Díaz del Real | Boštjan Rogelj | Mihajlo Rostohar | Jana Rošker | Nikola Rot | Veronika Rot Gabrovec | Drago (Braco) Rotar | Janez Rotar | Branka Rotar Pance | Andrej Rozman | France Rozman | Tadeja Rozman | Wojciech (Vojteh) Rubinowicz | Matevž Rudolf | Mirko Rupel | Veljko Rus | Velko S. Rus | Vojan Rus | Dušan Rutar | Miloš Rybář | Anna Rýzková

## S
Argio Sabadin | Janez Sagadin | Mitja Saje | Tomaž Sajovic | Igor Saksida | Iztok Saksida | Stane Saksida | Marijan Salopek | Barbara Samaluk | Irena Samide | Noriaki Sangawa | Gemma María Santiago Alonso | Balduin Saria | Mojca Schlamberger Brezar | Vlado Schmidt | Éva Schwetter | Polona Selič | Vladimir Seliškar | Irena Selišnik | Brane Senegačnik | Miša Sepe | Urška Sešek | Jože Sever | Špela Sevšek Šramel | Chikako Shigemori Bučar | Eva Sicherl | Peter Simonič | Jurij Simoniti | Primož Simoniti | Vasko Simoniti | Jože Sivec | Vinko Skalar | Aleksander Skaza | Janez Skela | Petar Skok | Klara Skubic Ermenc | Mitja (Dimitrij) Skubic | Anka Slana Ozimič | Božidar Slapšak | Svetlana Slapšak | Ingrid Slavec Gradišnik | Joanna Sławińska | Franc Slivnik | Anton Slodnjak | Vera Smole | Mojca Smolej | Tone Smolej | Viktor Smolej | Žiga Smolič | Rok Smrdelj | Borut Smrekar | Mary Snell Hornby | Jurij Snoj | Marko Snoj | Vid Snoj | Gregor Sočan | Josip Sodja | Alma Sodnik | Cvetka Sokolov | Anton Sovre | Dimitrij Sovre | Helena Spanring | Jože Spanring | Anita Srebnik | Tatjana Srebot Rejec | Marko Stabej | Zoran Stančič | Miljana Stanković | Petra Stankovska | Janez Stanonik | Marija Stanonik | Majda Stanovnik | Vasilka Stanovnik | France Stare | Dragi Stefanija | Leon Stefanija | France Stele | Uroš Stepišnik | Rok Stergar | Miroslav Stiplovšek | Aleksandar Stojičević | Andrej Stopar | Ivan Stopar | Judita Stopar | Vojko Strahovnik | Janez Strehovec | Mojca Stritar Kučuk | Urška Strle | France Strmčnik | Marjana Strmčnik | Đurđa Strsoglavec | Andrej Studen | Bogo Stupan | Helena Stupan | Namita Subiotto | Nejc Sukljan | Ante Sušjan | Janko Sušnik | Matija Svetina | Peter Svetina

## Š
Maja Šabec | Borut Šali | Marjeta Šarić | Jaroslav Šašel | Alenka Šauperl | Levin Šebek | Agata Šega | Barbara Šega Čeh | Meta Šega Potokar | Matej Šekli | Marija Šetinc | Marjana Šifrar Kalan | Marjan Šimenc | Alen Albin Širca | Alenka Šivic Dular | Pavel Šivic | Igor Škamperle | Dane Škerl | Božo Škerlj | Stanko Škerlj | Brina Škvor Jernejčič | Sergij Šlenc | Neva Šlibar | Zmago Šmitek | Jana Šnytova | Iztok Šori | Metka Špes | Anamarija Šporčič | Urban Šrimpf | Emil Štampar | Samo Štefanac | Rozka Štefan | Damijan Štefanc | Marija Štefančič | Barbara Šteh | Jože Šter | Peter Štih | Tea Štoka | Marko Štuhec | Saška Štumberger | Franc Šturm | Vida Šturm | Mirko Šubic | Nace Šumi | Andrej Šurla | Jelica Šumič Riha | Janez Šumrada | Rastislav Šuštaršič | Katarina Švab | Marija Švajger

## T
Borut Telban | Nataša Terbovšek Coklin | Denis Terček | Marko Terseglav | Biba Teržan | Lucien Tesnière | Eva Tibenská | Hotimir Tivadar | Ivan Toličič | Tatjana Tomazo Ravnik | Gabrijel Tomažič | Kristina Tomc | Željko Tomičić | Ana Tomić-Trdin | Vlasta Tominšek | France Tomšič | Andrina Tonkli Komel | Jože Toporišič | Tomaž Toporišič | Andreja Trenc | Tajan Trobec | Frančiška Trobevšek Drobnak | Gašper Troha | Tadej Troha | Štefan Trojar | Anton Trstenjak | Danijela Trškan | Boštjan M. Turk | Ernest Turk | Ivan Turk | Maja Turnher Miklavc |   Maks Tušak

## U
Tjaša Učakar | Mladen Uhlik | Majda Ujčič | Vilko Ukmar | Andrej Ule | Alenka Umek | Ema Umek | Maja Umek | Peter Umek | Jerneja Umer Kljun | Boris Urbančič | Ivan Urbančič | Matej Urbančič | Jože Urbanija | Janja Urbas | Marko Uršič

## V
Anton Vakselj | Miha Valant | Urška Valenčič Arh | Nataša Vampelj Suhadolnik | Marjeta Vasič | Sonia Vaupot | France Veber | Vislava Velikonja | Katerina Veljanovska | Tomaž Verbič | Marta Verginella | Maks Veselko | Vita Veselko | Ivan Vidav | Gaj Vidmar | Ičo (Igor) Vidmar | Tadej Vidmar | Ksenja Vidmar Horvat | Ada Vidovič Muha | Nives Vidrih | Rebeka Vidrih | Polona Vilar | Claude Vincenot | Zdenko Vinski | Katja Vintar Mally | Špela Vintar | Špela Virant | Tomo Virk | Nataša Visočnik Gerželj | Primož Vitez | Peter Vodopivec | Jerica Vogel | Jože Vogrinc | Ignacij Voje | Urša Vogrinc Javoršek | Ana Vogrinčič Čepič | Helena Vogrinec Hribar | Vida Vončina | Sebastjan Vörös | Nives Vrabec-Lenassi | Ivan Vrbančič | Alenka Vrbinc | Marjeta Vrbinc | Asta Vrečko | Janez Vrečko | France Vreg | Vanda Vremšak Richter | Larisa Vrhunc | Andreja Vrišer | Igor Vrišer | Sergej Vrišer

## W
Maria Wacławek | Jernej Weiss | Peter Weiss | Sonja Weiss | Maria Zofia Wtorkowska

## Z
Blaž Zabel | Igor Zabel | Vlasta Zabukovec | Miha Zadnikar | Franc Zadravec | Gaja Zager Kocjan | Anja Zalta Bratuž | Katharina Zanier | Mihaela Zavašnik Arčnik | Miroslav Zei | Jana Zemljarič Miklavčič | Mavricij Zgonik | Boris Ziherl | Marija Zlatnar Moe | Janez Zor | Darja Zorc Maver | Franci Zore | Zinka Zorko | Leon Zorman | Marina Zorman | Nubia Zrimec | Stane Zrimec | Alojzija Zupan Sosič | Jernej Zupančič | Maja Zupančič | Metka Zupančič | Ana Zwitter Vitez | Fran Zwitter | Žiga Zwitter

## Ž
Drago Žagar | Marjan Žagar | Bojan Žalec | Alenka Žbogar | Mirjana Želježič | Andreja Žele | Milan Železnik | Beti Žerovc | Adela Žgur | Andreja Žibrat Gašparič | Tanja Žigon | Sašo Živanović | Peter Žiža | Slavoj Žižek | Sabina S. Žnidaršič | Martin Žnideršič | Jože Žontar | Maja Žumer | Vladimir Žumer | Anton Žun | Igor Žunkovič | Niko Županič/Zupanič | Anton Žvan | Gregor Žvelc